# Misery (film)
Pour les articles homonymes, voir Misery.
Pour plus de détails, voir Fiche technique et Distribution.
Misery est un film américain réalisé par Rob Reiner et sorti en 1990. C'est l'adaptation du roman du même nom de Stephen King.

## Synopsis
Romancier à succès, Paul Sheldon est le créateur de la saga Misery, série de romans « à l'eau-de-rose », mais, pour son dernier roman, il a décidé de faire mourir son personnage qui lui a apporté le succès afin de passer à autre chose. Désireux de se concentrer sur des histoires plus sérieuses, il écrit dans un chalet du Colorado un manuscrit pour un nouveau roman qui, il l'espère, lancera sa nouvelle carrière. Il prend ensuite le volant de sa voiture, une Ford Mustang 1965, sous un blizzard, pour regagner New York. La visibilité sur la route étant presque nulle, il finit par avoir un accident. Inconscient, il est secouru par Annie Wilkes, une infirmière admiratrice de Misery qui le ramène chez elle.
Paul reprend conscience et se retrouve alité avec les jambes cassées et une épaule disloquée. Il est soigné par cette infirmière apparemment bienveillante, qui vit seule dans une maison isolée, et prétend être sa « plus fervente admiratrice ». Par gratitude, Paul laisse Annie lire son nouveau manuscrit. Tout en le nourrissant, elle est fâchée par la vulgarité de certains passages et renverse de la soupe sur lui, mais elle s'excuse. Peu de temps après, Annie lit le dernier roman Misery, et découvre à sa grande colère que son héroïne préférée meurt à la fin du livre. Elle révèle à Paul que personne ne sait où il est, et l'enferme dans sa chambre. Il tente alors de s'échapper mais découvre que la porte de sa chambre est fermée à clé. Il finit par s'endormir à même le sol.
Le lendemain matin, Annie force Paul à brûler son nouveau manuscrit. Quand il va assez bien pour sortir du lit, elle insiste pour qu'il écrive un nouveau roman intitulé Le Retour de Misery, dans lequel il ramène le personnage à la vie. Paul se soumet, pensant qu'Annie pourrait le tuer. Un jour, alors qu'Annie n'est pas là, Paul explore la maison et commence à stocker ses analgésiques. Il essaie d'empoisonner Annie pendant le dîner, mais échoue. Paul trouve plus tard un album de coupures de journaux sur le passé d'Annie. Il découvre qu'elle a été jugée pour la mort de plusieurs nourrissons, mais a été acquittée faute de preuves. Annie drogue ensuite Paul et l'attache au lit. Quand il se réveille, elle lui dit qu'elle sait qu'il est sorti de sa chambre et lui casse les chevilles avec une masse pour l'empêcher de s'échapper à nouveau.
Le shérif local, Buster, enquête sur la disparition de Paul. Lorsqu'un commerçant informe le shérif qu'il a vendu à Annie des quantités considérables de papier pour machine à écrire, Buster rend visite à Annie. Lorsqu'il trouve Paul drogué au sous-sol, Annie tue Buster et dit à Paul qu'ils doivent mourir ensemble. Il feint d'être d'accord mais demande d'abord à finir le roman. Il cache un bidon d'essence à briquet dans sa poche. Lorsque le manuscrit est terminé, Paul demande une cigarette et une coupe de champagne. En utilisant l'allumette qu'Annie lui donne, Paul met le feu au manuscrit, et comme Annie se précipite pour l'éteindre, il la frappe sur la tête avec la machine à écrire. Ils se battent et Annie est tuée.
Dix-huit mois plus tard, Paul, qui marche maintenant avec une canne, rencontre son agent, Marcia, dans un restaurant de New York. Les deux discutent de son nouveau roman. Marcia demande s'il envisagerait un livre de non-fiction sur sa captivité, mais Paul décline. En voyant une serveuse, il l'imagine avec le visage d'Annie. La serveuse lui dit qu'elle est sa « plus fervente admiratrice ».

## Fiche technique
Sauf indication contraire, les informations mentionnées dans cette section peuvent être confirmées par les bases de données cinématographiques IMDb et Allociné,  présentes dans la section « Liens externes ».
- Titre original et français : Misery
- Réalisation : Rob Reiner
- Scénario : William Goldman, d'après le roman Misery de Stephen King
- Musique : Marc Shaiman
  - Orchestration : Dennis Dreith, Bruce Fowler et Hummie Mann
  - Montage musical : Mo Morrisey et Scott Stambler
- Direction artistique : Mark W. Mansbridge
- Décors : Norman Garwood
- Costumes : Gloria Gresham
- Maquillage : John M. Elliott Jr. et Margaret E. Elliott
- Coiffure : Judith A. Cory et Judy Crown
- Photographie : Barry Sonnenfeld
- Son : Charles L. Campbell, Rick Kline, Gregg Landaker, Donald J. Malouf, Kevin O'Connell
- Montage : Robert Leighton
- Production : Rob Reiner et Andrew Scheinman
  - Coproduction : Steve Nicolaides et Jeffrey Stott
- Sociétés de production: Castle Rock Entertainment, en association et coproduction avec Nelson Entertainment
- Sociétés de distribution : Columbia Pictures (États-Unis) ; Columbia Pictures of Canada (Canada) ; UGC (France) ; Ascot Elite Entertainment Group (Suisse)
- Budget : 20 millions de $[1]
- Pays de production :  États-Unis
- Langue originale : anglais
- Format : couleur - 35 mm - 1,85:1 (Panavision) - son Dolby stéréo
- Genre : drame, thriller
- Durée : 107 minutes
- Dates de sortie[2] :
  - États-Unis, Québec : 30 novembre 1990
  - France : 13 février 1991[3]
  - Suisse romande : 22 février 1991
- Classification[4] :
  - États-Unis : interdit aux moins de 17 ans (R – Restricted)
  - France : interdit aux moins de 12 ans[5]
  - Belgique : potentiellement préjudiciable jusqu'à 12 ans (Mogelijk schadelijk voor kinderen onder de 12 jaar)[6]
  - Québec : 13 ans et plus (13+ / 13 years and over)

## Distribution
- James Caan (VF : Bernard Tiphaine) : Paul Sheldon
- Kathy Bates (VF : Denise Metmer) : Annie Wilkes
- Richard Farnsworth (VF : Henri Labussière) : Buster
- Frances Sternhagen (VF : Nadia Barentin) : Virginia
- Lauren Bacall (VF : Nadine Alari) : Marcia Sindell
- Graham Jarvis (VF : Antoine Marin) : Libby
- Jerry Potter (VF : Yves Barsacq) : Pete
- Tom Brunelle (VF : Daniel Gall) : le présentateur
- June Christopher (VF : Marie-Christine Robert) : la présentatrice
- Julie Payne : une journaliste
- Gregory Snegoff (en) (VF : William Coryn) : un journaliste
- Wendy Bowers (VF : Denise Metmer) : la serveuse
- Rob Reiner : le pilote d'hélicoptère (non crédité)
- J. T. Walsh (VF : Michel Papineschi) : Sherman Douglas (non crédité)

## Production
Après avoir fondé la société de production Castle Rock Entertainment, Rob Reiner acquiert les droits d'adaptation du roman Misery. N'étant pas attiré par le genre horrifique, il ne pense toutefois pas réaliser le film lui-même. Il confie l'écriture du scénario à William Goldman et engage George Roy Hill comme metteur en scène. Cependant, Hill change d'avis en raison de la scène où Annie coupe le pied de Paul avec une hache. Reiner décide alors de réaliser le film mais modifie néanmoins la scène en question pour la rendre moins sanglante. Dans son scénario, Goldman étoffe le personnage du shérif, qui n'apparaît qu'à la fin du roman, et lui donne une épouse qui est aussi son adjoint. Il rend aussi le personnage d'Annie Wilkes, qui révèle sa folie très tôt dans le roman, plus ambigu.
Après avoir pensé à Roseanne Barr, Jessica Lange, Anjelica Huston, Bette Midler, Mary Tyler Moore, Rosie O'Donnell ou encore Barbra Streisand, le rôle d'Annie Wilkes est tout de suite attribué à Kathy Bates sur la suggestion de Goldman mais trouver le rôle principal masculin s'avère beaucoup plus délicat. Selon William Goldman, le rôle de Paul Sheldon est proposé à Jeff Daniels, Ed Harris, John Heard, William Hurt, Kevin Kline, Michael Douglas, Harrison Ford, Morgan Freeman, Mel Gibson, Dustin Hoffman, Robert Klein, Robert De Niro, Bill Murray, Ed O'Neill, Al Pacino, Richard Dreyfuss, Gene Hackman, Robert Redford, Denzel Washington et Bruce Willis, lesquels le déclinent tous pour diverses raisons. Warren Beatty est intéressé mais finit par décliner à son tour. Jack Nicholson fut également évoqué pour le rôle de Paul Sheldon, mais déclina l'offre puisqu'il ne souhaitait pas tourner une deuxième fois dans une adaptation de Stephen King après Shining. Le rôle échoit alors à James Caan, qui a besoin de relancer sa carrière. Le tournage se déroule durant l'été 1990 à Los Angeles et Reno.

## Accueil

### Box-office
Le film a connu le succès commercial, rapportant environ 61 276 000 $ au box-office en Amérique du Nord pour un budget de 20 000 000 $. En France, il a réalisé 357 837 entrées.

### Accueil critique
Il a reçu un accueil critique favorable, recueillant 88 % de critiques positives, avec une note moyenne de 7,4/10 et sur la base de 52 critiques collectées, sur le site agrégateur de critiques Rotten Tomatoes.

## Distinctions
Sauf indication contraire, les informations mentionnées dans cette section peuvent être confirmées par les bases de données cinématographiques IMDb et Allociné,  présentes dans la section « Liens externes ».

### Récompenses

#### 1991
- Chicago Film Critics Association Awards : meilleure actrice pour Kathy Bates
- Dallas-Fort Worth Film Critics Association : meilleure actrice pour Kathy Bates
- Golden Globes : Golden Globe de la meilleure actrice dans un film dramatique pour Kathy Bates
- Oscars : Oscar de la meilleure actrice pour Kathy Bates

#### 2011
- 20/20 Awards : Félix de la meilleure actrice pour Kathy Bates

### Nominations

#### 1990
- New York Film Critics Circle Awards : meilleure actrice pour Kathy Bates

#### 1991
- Chicago Film Critics Association Awards : actrice la plus prometteuse
- USC Scripter Award : USC Scripter pour William Goldman et Stephen King

#### 1992
- Academy of Science Fiction, Fantasy and Horror Films - Saturn Awards :
  - Meilleur film d'horreur
  - Meilleur acteur pour James Caan
  - Meilleure actrice pour Kathy Bates
  - Meilleure actrice dans un second rôle pour Frances Sternhagen
  - Meilleur scénario pour William Goldman

#### 2011
- 20/20 Awards :
  - Meilleur acteur dans un second rôle pour Richard Farnsworth
  - Meilleur montage pour Robert Leighton

### Autres
- Inscription au temple de la renommée 2023 des meilleurs personnages de l'OFTA pour Annie Wilkes incarné par Kathy Bates.

## Éditions en vidéo
En France, le film Misery est sorti en DVD le 4 octobre 2001. Par la suite, le film sort en Blu-ray le 5 mai 2010. Le film est également sorti en VOD le 3 juin 2019.

## Autour du film
- En 2018, Misery demeure la seule adaptation cinématographique de Stephen King à avoir reçu un Oscar (celui de la meilleure actrice).
- Dans le film, Annie Wilkes brise les chevilles de Paul Sheldon, contrairement au livre où il est amputé (à la hache).
- C'est la seconde fois que Rob Reiner adapte une œuvre de Stephen King. En 1986, il a réalisé Stand by Me d'après Le Corps, un roman court paru dans le recueil Différentes Saisons.
- C'est le dernier film que Barry Sonnenfeld fait en tant que directeur de la photographie. Il deviendra par la suite réalisateur et tournera entre autres La Famille Addams, Men in Black et Wild Wild West.
- Le scénario du deuxième épisode de Profession : critique, Une liaison dangereuse (Miserable), parodie le film.
- En 2015, une version théâtrale du film a vu le jour sous la houlette de William Goldman. On y retrouve Bruce Willis dans le rôle de Paul et Laurie Metcalf dans le rôle d'Annie[16].